# Nachtmin

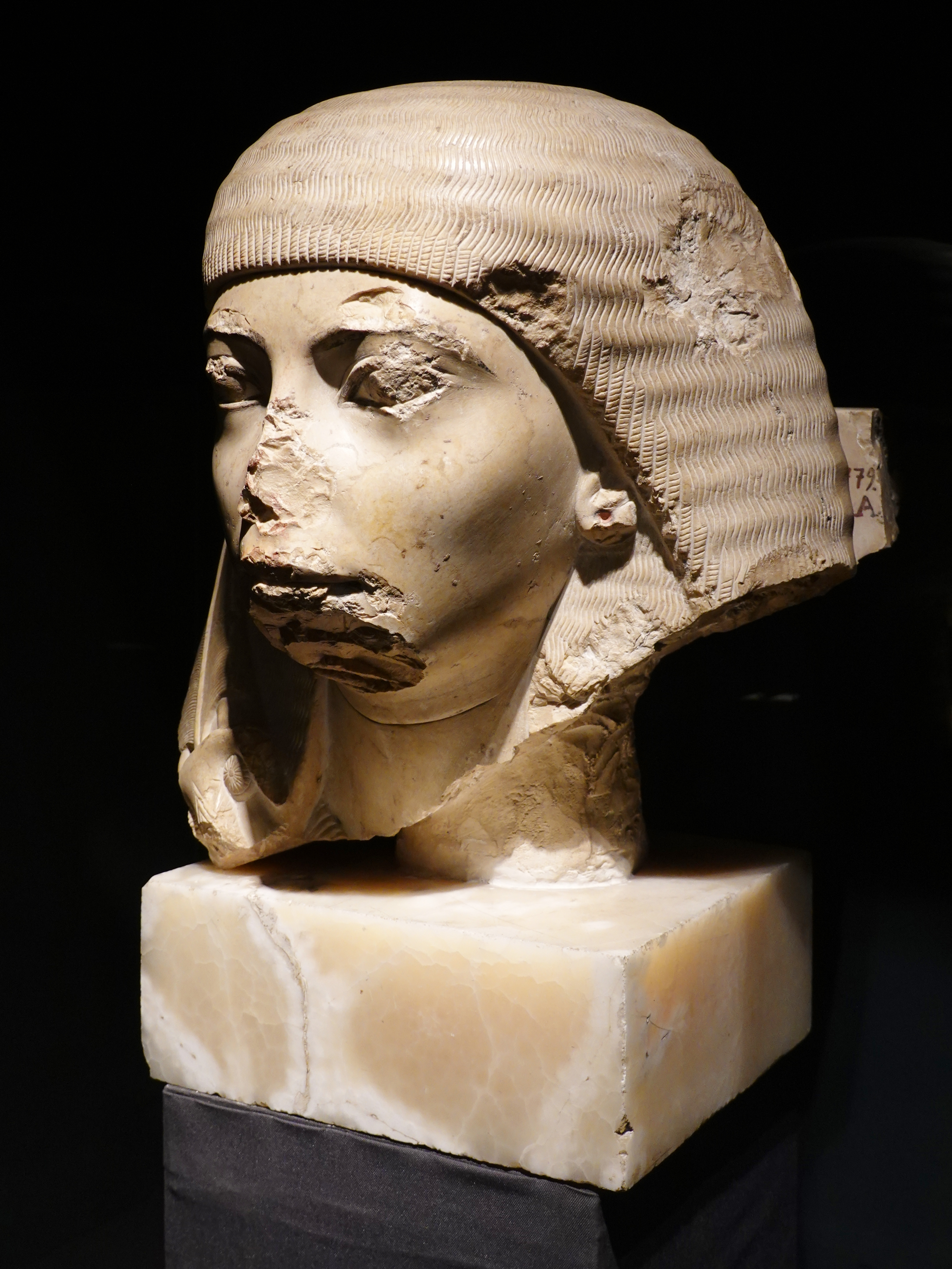
Statuenkopf des Nachtmin

Nachtmin war ein hoher altägyptischer Würdenträger am Ende der 18. Dynastie (Neues Reich) unter König Tutanchamun. Er trug den Titel „Mitglied der Elite“, „Schreiber des Königs“, „Großer Truppenvorsteher“ und „Königssohn“. Vor allem die Titel „Mitglied der Elite“ und „Königssohn“ deuten seine extrem wichtige Position am Königshof an. Nachtmin stiftete fünf hölzerne Uschebtis für die Bestattung Tutanchamuns, die im Grab (KV62) des Königs gefunden wurden. Hier trägt er weitere Titel wie „Wedelträger zur Rechten des Königs“. Nachtmin ist weiterhin von zwei Statuen bekannt, die jedoch schon in der Antike zerschlagen wurden. Offensichtlich fiel er in Ungnade und sein Andenken wurde verfolgt. 
Vor allem der Titel „Königssohn“ hat einige Diskussionen in der Ägyptologie ausgelöst. So ist vermutet worden, dass Nachtmin ein Sohn von König Eje II. oder dass er „Königssohn von Kusch“ war.